# Nashville Tennessee (album)
Albums de Dorothée
2394
(1993) Bonheur City
(1995)
Nashville Tennessee est un album studio de Dorothée sorti en octobre 1994.
Pour ce 14e opus, la chanteuse choisit d'enregistrer dans les studios mythiques Sixteen Avenue Sound de Nashville aux États-Unis, ceux d'Elvis Presley et Bill Haley. 
Ce disque marque une évolution importante dans la discographie de Dorothée. Il s'agit d'un album aux sonorités "rock/country".
Cet album, devait faire l'objet d'un spectacle au Parc des Princes en juin 1995 mais cet ambitieux projet a été finalement abandonné.
À noter la présence de la chanson Des millions de copains qui deviendra le générique de l'émission caritative du même nom, présentée par Dorothée pendant 4 ans sur TF1.
Le morceau Je t'aime encore est une adaptation française officieuse du tube de Nancy Sinatra : Bang Bang (My Baby Shot Me Down). Les auteurs originaux n'ayant pas été crédités.

## Titres
| No  | Titre                           | Durée |
| --- | ------------------------------- | ----- |
| 1.  | Non non ne dis pas              |       |
| 2.  | Nashville Tennessee             |       |
| 3.  | Au pays des cœurs blessés       |       |
| 4.  | Où sont les roses ?             |       |
| 5.  | Maintenant je le sais           |       |
| 6.  | Contre l'amour                  |       |
| 7.  | Petit vaurien (version country) |       |
| 8.  | Des millions de copains         |       |
| 9.  | Je t'aime encore                |       |
| 10. | Folle de vous                   |       |
| 11. | Joyeux anniversaire             |       |
| 12. | Mon p'tit gars                  |       |
| 13. | Dis bonjour aux copains         |       |
| 14. | Petit vaurien (version rock)    |       |
| 15. | Ma valise pour Nashville        |       |

## Singles
- Non non ne dis pas (octobre 1994).
- Folle de vous (janvier 1995).
- Des millions de copains (mai 1995).

## Crédits
- Paroles : Jean-François Porry.
- Musiques : Jean-François Porry / Gérard Salesses.
- Sauf Mon p'tit gars : Paroles et musique : Michel Jourdan / Jean-François Porry / Gérard Salesses.

## Musiciens
- Clavier : Gérard Salesses
- Basse : Dan Kerce
- Batterie : Craig Kramps
- Guitare : Kenny Greenberg
- Piano : Ronnie Caudsrey
- Guitares : Jack Pearson / Claude Samard
- Pedal steel guitare : Bruce Mouton
- Fiddle (Violon) : Greg Goehring
- Choristes : Francine Chantereau / Martine Latorre / Michel Costa
- Ingénieurs du son : Mike Griffith / Pete Martinez / Jean-Louis Maille